# Ion I. C. Brătianu
Ion I. C. Brătianu (Ștefănești, 20 agosto 1864 – Bucarest, 24 novembre 1927) è stato un politico rumeno.
Figlio del grande Ion C. Brătianu (1821-1892), nel 1909 divenne Primo ministro della Romania. Ricoprì la carica con molte interruzioni fino alla morte. Si pose come obiettivo la conquista della Transilvania asburgica e per ottenere ciò entrò nel primo conflitto mondiale (1916). Fu inoltre autore di una grande riforma agraria in Romania.